# Lijst van rijksmonumenten in Noordlaren
De plaats Noordlaren telt 13 inschrijvingen in het rijksmonumentenregister. Hieronder een overzicht. 
| Object                                                      | Oorspronkelijke functie?  | Bouwjaar | Architect                                                           | Locatie               | Coördinaten?                 | Nr.?   | Afbeelding                                          |
| ----------------------------------------------------------- | ------------------------- | --- | ------------------------------------------------------------------- | --------------------- | ---------------------------- | ------ | --------------------------------------------------- |
| Grote boerderij met voorhuis in verlengde van de schuur     | Boerderij                 | 19e eeuw |                                                                     | Kerkstraat 5          | 53° 7' 16" NB, 6° 40' 1" OL  | 20289  | Meer afbeeldingen                                   |
| Saksische langhuisboerderij met lage aanbouw onder zadeldak | Boerderij                 | ca. 1650 |                                                                     | Lageweg 39            | 53° 7' 21" NB, 6° 40' 2" OL  | 20290  | Meer afbeeldingen                                   |
| Boerderij met voorhuis onder zadeldak met wolfseinden       | Boerderij                 | waarsch. midden 19e eeuw |                                                                     | Lageweg 51            | 53° 7' 13" NB, 6° 40' 6" OL  | 20291  | Meer afbeeldingen                                   |
| Hervormde kerk en toren (Bartholomeüskerk)                  | Kerk en kerkonderdeel     | mog. eind 12e eeuw (koor) mog. begin 13e eeuw (toren) 1200-1250 (schip) 15e eeuw (verb. koor en toren) mog. 16e/17e eeuw (verb.) 1976 (rest.) |                                                                     | Lageweg 8             | 53° 7' 16" NB, 6° 40' 7" OL  | 20292  | Meer afbeeldingen                                   |
| Boerderij met voorhuis in verlengde van de schuur           | Boerderij                 | 19e eeuw |                                                                     | Lageweg 14            | 53° 7' 9" NB, 6° 40' 13" OL  | 20293  | Meer afbeeldingen                                   |
| Kleine boerderij van het Oldambtster type                   | Boerderij                 | |                                                                     | Middenstraat 1        | 53° 7' 15" NB, 6° 39' 59" OL | 20294  | Meer afbeeldingen                                   |
| Keuterijtje van het Saksische type met rietgedekt dak       | Boerderij                 | mog. late 18e eeuw |                                                                     | Zuidlaarderweg 59     | 53° 7' 33" NB, 6° 39' 18" OL | 20295  | Meer afbeeldingen                                   |
| De Korenschoof                                              | Industrie- en poldermolen | 1849 1886 (verb.) 1972-'73 (rest.) 1977 (herst.) 2005-'05 (rest.)                                                                             | H. Seubring (1849) A. Doornbosch (1972-'73) Doornbosch & Zn. (1977) | bij Zuidlaarderweg 73 | 53° 7' 14" NB, 6° 39' 50" OL | 20296  | Meer afbeeldingen                                   |
| Eenvoudig boerderijtje van het Westerwoldse type            | Boerderij                 | 19e eeuw |                                                                     | Zuidlaarderweg 46     | 53° 7' 16" NB, 6° 39' 51" OL | 20297  | Meer afbeeldingen                                   |
| Twee rietgedekte houten schuren                             | Boerderij                 | |                                                                     | bij Zuidlaarderweg 73 | 53° 7' 14" NB, 6° 39' 52" OL | 20298  | Twee rietgedekte houten schuren                     |
| Saksische langhuisboerderij met twee zijbaanders            | Boerderij                 | mog. 17e eeuw |                                                                     | Zuinigstraatje 2      | 53° 7' 13" NB, 6° 40' 3" OL  | 20299  | Meer afbeeldingen                                   |
| Terrein met hunebed G1                                      | Archeologisch monument    | ca. 2500 v.Chr. |                                                                     | Zuidlaarderweg        | 53° 6' 56" NB, 6° 39' 32" OL | 421079 | Meer afbeeldingen                                   |
| Voorm. stoomgemaal met in- en uitstroom                     | Gemaal                    | 1914 1940 (elektromotor) |                                                                     | bij Mr. Koolweg 8     | 53° 7' 42" NB, 6° 40' 19" OL | 513865 | Stoomgemaal Voorm. stoomgemaal met in- en uitstroom |